# 14 Aquilae
14 Aquilae (14 Aql) è una stella binaria della costellazione dell'Aquila distante circa 498,9 anni luce.
La sua magnitudine apparente dalla Terra è pari a 5,42.

## Osservazione
Si tratta di una stella situata nell'emisfero celeste australe, ma molto in prossimità dell'equatore celeste; ciò comporta che possa essere osservata da tutte le regioni abitate della Terra senza alcuna difficoltà e che sia invisibile soltanto molto oltre il circolo polare artico. Nell'emisfero sud invece appare circumpolare solo nelle aree più interne del continente antartico. La sua magnitudine pari a 5,42 fa sì che possa essere scorta solo con un cielo sufficientemente libero dagli effetti dell'inquinamento luminoso.
Il periodo migliore per la sua osservazione nel cielo serale ricade nei mesi compresi fra fine giugno e novembre; da entrambi gli emisferi il periodo di visibilità rimane indicativamente lo stesso, grazie alla posizione della stella non lontana dall'equatore celeste.

## Caratteristiche fisiche
La stella è una bianca nella sequenza principale; possiede una magnitudine assoluta di -0,525 e la sua velocità radiale negativa indica che la stella si sta avvicinando al sistema solare.

## Sistema stellare
14 Aquilae è un sistema stellare formato da due componenti. La componente principale A è una stella di magnitudine 5,42. La componente B è una stella di magnitudine 6,4, separata da 0,1 secondi d'arco da A e con angolo di posizione di 40 gradi; la sua classe spettrale non è stata identificata.